# Danh sách tập phim Angel Beats!

Bìa DVD tập 1 phát hành bởi Aniplex, với nhân vật Yuri

13 tập bộ anime truyền hình Nhật Bản Angel Beats! được xây dựng dựa trên ý tưởng gốc của Maeda Jun với sự thiết kế nhân vật của Na-Ga; cả Maeda và Na-Ga đều đến từ hãng visual novel Key (hãng từng sản xuất các tác phẩm Kanon, AIR, và CLANNAD). Bộ phim do Kishi Seiji làm đạo diễn, và do hãng hoạt hình P.A. Works và công ty Aniplex phối hợp sản xuất. Các ca khúc trong phim được Maeda sáng tác, hòa tấu bởi nhóm Anant-Garde Eyes, sản xuất bởi Aniplex với sự tham gia của đạo diễn âm thanh Iida Satoki. Họa sĩ chính Hirata Katsuzō cũng tham gia thiết kế nhân vật và kịch bản do Maeda sáng tác. Cốt truyện xảy ra ở thế giới bên kia và xoay quanh Otonashi, một nam sinh bị mất trí nhớ sau khi rơi vào thế giới này. Anh theo học trong một ngôi trường kì lạ và được một cô gái tên là Yuri mời gia nhập SSS (Shinda Sekai Sensen (死んだ世界戦線 tạm dịch: Chiến tuyến sau cái chết)) — một tổ chức do cô đứng đầu để lật đổ Thượng đế. Thành viên của SSS đang chiến đấu chống lại vị Hội trưởng Hội học sinh và cũng là kẻ thù duy nhất của họ, Thiên sứ, một cô gái có nhiều năng lực siêu nhiên.
Bộ anime được phát sóng trong khoảng từ ngày 3 tháng 4 đến ngày 26 tháng 6 năm 2010 trên kênh CBC tại Nhật Bản. Và sau đó được phát sóng bởi các kênh BS11, MBS, RKB, TBS và TUT. Tập phát sóng đầu tiên giới thiệu ngày 22 tháng 3 năm 2010 để thăm dò và thu thập các ý kiến của khán giả trong tháng để quyết định nên phát sóng bộ anime nào trước cho tháng sau. Bộ đĩa BD (đĩa Blu-ray)/DVD đầu tiên phát hành ngày 23 tháng 6 năm 2010 dưới dạng bản giới hạn và thông thường, các bộ đĩa giới hạn sẽ có thêm các đĩa drama CD do Maeda chắp bút biên kịch và được thể hiện bởi toàn bộ ê-kíp làm phim. Bộ BD/DVD thứ hai và ba phát hành vào ngày 21 tháng 7 và 25 tháng 8. Đĩa drama CD khác cũng được thêm vào phiên bản giới hạn của bộ BD/DVD thứ tư được phát hành vào ngày 22 tháng 9 năm 2010. Bộ BD/DVD thứ năm và sáu phát hành ngày 27 tháng 10 và ngày 24 tháng 11 năm 2010; đĩa drama CD thứ ba được đính kèm với phiên bản giới hạn của bộ thứ sáu. Bộ BD/DVD thứ bảy – bộ đĩa cuối cùng của loạt anime hiện tại – được phát hành vào ngày 22 tháng 12 năm 2010 chứa thêm một tập OVA, cùng một phụ phim ngắn được xem là lời bạt khác cho sê-ri. Tập OVA thứ hai nằm hộp đĩa Blu-ray, ra mắt tại Nhật Bản vào ngày 24 tháng 6 năm 2015. Sentai Filmworks là đơn vị được cấp phép chiếu bộ anime, cùng với hãng phân phối anime Section23 Films; hai hãng này đã cho phát hành tác phẩm trên băng BD/DVD vào ngày 26 tháng 7 năm 2011. Siren Visual là đơn vị được cấp phép chiếu anime tại hai thị trường Úc và New Zealand. Ngoài ra tác phẩm còn được Manga Entertainment cấp phép chiếu tại Anh Quốc.
Anime sử dụng hai bản nhạc làm nhạc chủ đề: Một để mở đầu và một để kết thúc. Bài nhạc mở đầu là My Soul, Your Beats! do Lia trình bày và bản thu âm lại của nó tiếp tục được LiSA thể hiện trong tập bốn. Bài hát kết thúc là bài Brave Song được trình bày bởi Tada Aoi. Nhiều bản nhạc phụ được trình bày bởi ban nhạc trong anime là Girls Dead Monster cũng được thực hiện với các ca sĩ lồng tiếng là Marina và LiSA. Các bài hát của nhóm Girls Dead Monster gồm có: "Crow Song" (tập đầu), "Alchemy" và "My Song" (tập ba), "Thousand Enemies" (tập năm) cùng "Shine Days" và "My Most Precious Treasure" (一番の宝物 Ichiban no Takaramono) (tập mười). "My Most Precious Treasure" cũng được sử dụng trong tập 13 với sự trình bày của Karuta và hòa tấu piano.

## Danh sách tập phim
| # | Tựa đề                      | Đạo diễn hoạt hình                             | Ngày phát hành tại Nhật |
| --- | --------------------------- | ---------------------------------------------- | ----------------------- |
| 01 | "Departure"                 | Hirata Katsuzō                                 | 3 tháng 4 năm 2010      |
| Một nam sinh tên là Otonashi tỉnh dậy và thấy mình đang nằm ở thế giới bên kia mà không nhớ bất cứ điều gì về bản thân anh khi còn sống. Ngay sau đó, anh gặp một cô gái tên là Yuri đang dùng súng bắn tỉa nhắm vào một cô gái khác mà cô gọi là Thiên sứ ở một khoảng cách khá xa. Yuri muốn Otonashi gia nhập tổ chức SSS—Shinda Sekai Sensen (死んだ世界戦線 tạm dịch: Chiến tuyến sau cái chết) — để chống lại Thiên sứ, nhưng Otonashi thay vào đó lại muốn đến bắt chuyện với cô ta. Sau khi Otonashi yêu cầu chứng minh anh không thể chết được nữa thì Thiên sứ tạo ra một thanh kiếm ngắn từ ống tay áo và đâm thẳng vào tim anh. Anh thức dậy vào ngày hôm sau và thấy mình vẫn còn sống, anh muốn nhanh chóng biến mất khỏi thế giới này do gặp quá nhiều chuyện rắc rối. Trên đường đi, anh tìm được trụ sở chính của SSS. Ở đó, anh gặp và làm quen với nhiều thành viên SSS khác và quyết định ở lại chiến đấu cùng họ một thời gian. Yuri sau đó giải thích cho Otonashi nhiều điều hơn về thế giới bên kia, chẳng hạn như sự tồn tại của đa số người được Yuri gọi là "non-player characters" (NPC), họ không hoàn toàn giống con người nhưng có những cử chỉ và hành vi tương tự con người. Tối hôm đó, SSS thực hiện "Operation Tornado", một kế hoạch bạo động nhằm đánh cắp phiếu ăn của NPC. Một ban nhạc rock nữ có tên Girls Dead Monster thuộc SSS tổ chức buổi biểu diễn nhằm thu hút sự chú ý của NPC trong căn-tin trong khi các thành viên khác chiến đấu cầm chân Thiên sứ ở bên ngoài đủ lâu để kế hoạch thành công. Sau chiến dịch, các thành viên lần lượt rút lui vào căn-tin và sử dụng các phiếu ăn mà họ vừa thu được. |                             |                                                |                         |
| 02 | "Guild"                     | Kawazura Kōsuke                                | 10 tháng 4 năm 2010     |
| Do tình trạng thiếu hụt khí tài quân sự, Yuri quyết định dẫn bảy thành viên SSS xuống Guild, một căn cứ khác của SSS nằm sâu dưới lòng đất và đảm nhiệm vai trò chế tạo vũ khí. Trước đó Guild đã nhận được lệnh vô hiệu hóa tất cả các bẫy ngầm ở đó vốn dùng để ngăn chặn Thiên sứ, nhưng SSS lại phát hiện các bẫy đang hoạt động trở lại do Thiên sứ đã xâm nhập vào nơi này. Yuri và những người khác cố gắng vượt qua các bẫy, nhưng họ đều bị hạ gục gần hết, chỉ còn sót lại mình cô và Otonashi. Trong một cuộc nói chuyện ngắn, Yuri kể cho Otonashi nghe về quá khứ của cô, về cái chết của 3 người em khi bọn cướp đột nhập vào nhà trong lúc ba mẹ cô đi vắng. Đó là động lực khiến Yuri nảy ra ý định chống lại Thượng đế vì đã tạo ra một số phận nghiệt ngã cho mình. Cùng thời điểm đó, Thiên sứ cũng đã gần đến được trung tâm của Guild, vì vậy Yuri ra lệnh cho nổ mìn phá hủy tất cả công trình ở đó. Những viên của Guild, đứng đầu bởi Chaa, quyết định làm theo kế hoạch của Yuri và di dời đến vị trí trước đây của Guild vốn từng được sử dụng trong một thời gian dài. Khi Thiên sứ đến, Yuri chiến đấu với cô để dành đủ thời gian cho mọi người thoát ra ngoài và đến Guild cũ, ngay lập tức họ bắt đầu xây dựng nó lại từ đầu. Yuri liên lạc với các thành viên SSS (đã hồi sinh, do không thể có cái chết ở thế giới này) về tin tức mới nhất, trong khi Otonashi ngắm nhìn cô từ xa và cho rằng cô là một nhà lãnh đạo tuyệt vời. |                             |                                                |                         |
| 03 | "My Song"                   | Iwaoka Yūko, Kaiya Toshihisa                   | 17 tháng 4 năm 2010     |
| Yuri quyết định dùng ban nhạc nữ Girls Dead Monster để thu hút sự chú ý của Thiên sứ đủ lâu nhằm giúp cô có thời gian đột nhập vào phòng riêng của Thiên sứ và mở khóa mật mã máy vi tính. Khi trưởng nhóm nhạc Iwasawa trình bày ca khúc ballad mới là "My Song" thì Yuri lại hoài nghi về tính hữu dụng của ca khúc trong chiến dịch này. Trong lúc đi giám sát hoạt động chuẩn bị, Otonashi dừng lại nghe Girls Dead Monster biểu diễn một bài và trò chuyện với Iwasawa khi ban nhạc nghỉ giải lao. Iwasawa kể cho anh nghe về mối bất hòa của cha mẹ cô và chuyện cô đến với âm nhạc để thoát khỏi cảnh sống đó như thế nào. Sau khi tốt nghiệp trung học và rời khỏi nhà, Iwasawa bắt đầu theo đuổi ước mơ và đi trình diễn ở nhiều nơi. Bất hạnh thay, trong một lần ngăn cản ba mẹ cãi nhau, cô bị họ cầm chai thủy tinh đánh vào đầu khiến cô bị bất tỉnh, mất đi giọng nói và qua đời không lâu sau đó. Khi chiến dịch của Yuri được thực hiện, Girls Dead Monster bắt đầu chơi nhạc trong khán phòng trong khi những thành viên khác, với sự hỗ trợ của hacker Takeyama đột nhập vào phòng của Thiên sứ và nghiên cứu các tài liệu bí mật trong máy tính của cô. Girls Dead Monster chẳng bao lâu sau bị các giáo viên bắt giữ nhưng Iwasawa thoát được và chơi ca khúc "My Song". Cô đã siêu thoát ngay sau khi buổi biểu diến kết thúc. Điều này cho thấy không nhất thiết phải tuân theo lệnh của Thiên sứ là bị xóa sổ. SSS cũng biết rằng năng lực của Thiên sứ không phải do Thượng đế ban tặng mà do chính cô tự tạo ra từ máy tính trong phòng riêng, tương tự như cách mà Guild chế tạo vũ khí. |                             |                                                |                         |
| 04 | "Day Game"                  | Miyashita Yūji                                 | 24 tháng 4 năm 2010     |
| Sau khi Iwasawa siêu thoát, Yui được chọn để trở thành ca sĩ chính thay thế vị trí của Iwasawa, nhưng các thành viên SSS không thật sự đồng tình. Yuri yêu cầu SSS phải tham gia giải đấu bóng chày sắp tới, với lời hăm dọa rằng bất kì đội bóng SSS nào thể hiện kém hơn NPC sẽ phải nhận một hình phạt còn khủng khiếp hơn cả cái chết. Hinata bắt đầu bằng việc tuyển dụng Otonashi, tiếp đến là Yui. Shiina cũng tham gia để chuộc lỗi cho thất bại của cô trong một chiến dịch và Noda là người cuối cùng tham gia do không thể kiếm thêm một ai khác, vì các thành viên còn lại của SSS đều đã có đội riêng. Vẫn còn cần thêm 4 cầu thủ nữa và Yui mời thêm ba cô gái NPC, vốn hâm mộ giọng hát của cô gia nhập đội. Trong vòng đầu tiên của giải, các đội của SSS đều vượt qua NPC dễ dàng, nhưng chẳng bao lâu sau họ bị loại dần khi phải giao đấu với đội của Thiên sứ. Đội của Hinata là đội cuối cùng sót lại. Lúc trận đấu sắp đến hồi kết, Hinata nhớ lại việc anh từng bắt hụt một quả bóng bổng trong một trận bóng chày khi còn sống. Ngày đó anh rất hối hận vì không bắt được bóng khiến đội lỡ cơ hội vào vòng đấu quan trọng. Otonashi có linh cảm rằng Hinata sẽ siêu thoát nếu đội của họ giành chiến thắng trong trận này. Giờ phút Hinata chuẩn bị bắt quả bóng bổng đó một lần nữa thì Yui đột ngột chạy ra từ phía sau và siết cổ anh (nguyên nhân là do có hiềm khích từ trước), khiến Hinata bắt hụt và trận đấu kết thúc. Đội của Thiên sứ chiến thắng và Yuri cảm thấy thất vọng về điều này. |                             |                                                |                         |
| 05 | "Favorite Flavor"           | Heo Gi Dong, Kawazura Kōsuke, Shu Kensuke      | 1 tháng 5 năm 2010      |
| Kỳ thi học kì đã đến, Yuri muốn phá hỏng tất cả các bài kiểm tra của Thiên sứ để hạ uy tín của cô trong trường. Để kế hoạch thành công, Otonashi dò hỏi và tìm ra tên thật của Thiên sứ là Tachibana Kanade. Các thành viên SSS liên tục gây ra những trò hề để thu hút sự chú ý của Thiên sứ và NPC trong khi họ tìm cách tráo bài thi của cô bằng những câu trả lời ngớ ngẩn. Khi kết quả được công bố, Kanade bị cách chức Hội trưởng Hội học sinh và thay vào đó là Phó Hội trưởng Naoi sẽ giữ luôn chức Hội trưởng tạm thời. "Operation Tornado" lại diễn ra một lần nữa ngay sau đó, các thành viên SSS quan sát thấy Kanade chỉ mua phiếu ăn ở căn-tin mà không để ý gì đến buổi trình diễn của Girls Dead Monster. Kanade đánh mất phiếu ăn do chiến dịch thực hiện thành công, Otonashi vô tình bắt được và sử dụng nó. Anh cảm thấy hối hận vì cướp đi phiếu ăn duy nhất của Kanade và nghĩ rằng có lẽ sẽ tốt hơn nếu cho Kanade gia nhập SSS. Tuy nhiên điều đó đã khiến các thành viên còn lại phản đối kịch liệt. Trong những phút cuối phim, vị tân Hội trưởng cùng một nhóm NPC ập đến và thông báo rằng SSS sẽ bị kỉ luật do các hành vi gây rối của họ. |                             |                                                |                         |
| 06 | "Family Affair"             | Hiramatsu Tadashi                              | 8 tháng 5 năm 2010      |
| Sau khi các thành viên SSS được thả khỏi phòng tự kiểm, Yuri cho phép tất cả họ quay trở lại lớp học và liên tục gây rối để kiểm chứng xem Naoi sẽ can thiệp vào những chuyện này như thế nào. Tuy nhiên, khi vị tân Hội trưởng đến thì tất cả lại bỏ chạy tán loạn. Otonashi mời Kanade cùng ăn món mapo tofu mà cô yêu thích, nhưng Naoi đã tống giam cả hai người do vi phạm nội qui ăn vào giờ nghỉ giữa tiết. Trong thời gian đó, Otonashi biết được bạn bè của Kanade đều đã siêu thoát và bây giờ cô trở nên cô đơn. Cùng lúc này, những thành viên khác của SSS đang có một trận chiến đẫm máu với Naoi. Anh đã dùng thuật thôi miên để điều khiển NPC và sử dụng họ như lá chắn. Yuri nói với Otonashi qua một máy bộ đàm rằng cô đã nhìn thấy Naoi trừng phạt các học sinh khác để ngăn cản bản thân không phải siêu thoát khỏi thế giới này và Naoi thực sự là người bình thường. Otonashi kêu gọi Kanade phá cửa phòng giam để ra ngoài giải cứu đồng đội và cô đồng ý làm điều này. Khi cô cùng Otonashi đến chiến trường thì tất cả thành viên SSS đều đã bị thảm sát. Trong lúc Naoi đang cố gắng thôi miên Yuri để làm cô biến mất thì Otonashi lao vào ngăn cản Naoi. Naoi sau đó kể cho Otonashi nghe về cuộc đời không hạnh phúc của mình khi thế chỗ cho anh trai sinh đôi đã qua đời để làm việc ở xưởng gốm của gia đình. Ngay lúc anh chinh phục được lòng tin của cha thì ông lại qua đời, để lại cho anh một khoảng trống lớn. Otonashi ôm chầm Naoi và bày tỏ sự cảm thông. |                             |                                                |                         |
| 07 | "Alive"                     | Iwaoka Yūko, Matsumoto Takehiko                | 15 tháng 5 năm 2010     |
| Naoi lúc này đã gia nhập SSS, Yuri yêu cầu anh sử dụng thuật thôi miên đối với Otonashi nhằm giúp anh khôi phục trí nhớ. Khi còn sống, Otonashi vẫn thường đến bệnh viện để chăm sóc cô em gái Hatsune mắc bệnh nằm liệt giường, đó cũng là động lực sống duy nhất của anh. Khi Lễ Giáng Sinh đến, biết rằng Hatsune sẽ không còn sống được bao lâu nên Otonashi lén cõng cô ra khỏi bệnh viện để cô có thể thực hiện ước nguyện nhìn thấy cây cối bao phủ trong ánh đèn pha lung linh. Cô đã qua đời một cách mãn nguyện trong vòng tay của anh vào đêm hôm đó. Otonashi sau đó tìm ra mục đích sống của mình và quyết định trở thành một bác sĩ để có thể cứu sống nhiều người. Tuy nhiên, anh đã mất mạng trong một tai nạn xe lửa trước khi bước vào ngưỡng cửa đại học. Otonashi dù lấy lại được ký ức của mình nhưng vẫn muốn tiếp tục chiến đấu trong hàng ngũ SSS. Vào một ngày, do thiếu lương thực và phiếu ăn, SSS thực hiện một chiến dịch mang tên "Operation Monster Stream", thực chất là đi câu cá ở một dòng suối gần đó. Otonashi mời Kanade cùng tham gia và cô đã bắt được một con cá quái vật khổng lồ (Monster Stream) với sự giúp đỡ của SSS. Kanade sử dụng các kĩ năng của mình và xẻ nhỏ con cá ra trước khi nó ăn thịt mọi người. SSS quyết định sẽ nấu đãi tất cả NPC trong trường do không thể giữ con cá được tươi lâu. Trong lúc chuẩn bị nguyên liệu nấu ăn, Otonashi nói với Kanade rằng anh không muốn chiến đấu nữa nên anh muốn cô cùng gia nhập hàng ngũ của họ và đặc biệt hơn là để ở bên cạnh anh. Kanade và Otonashi cùng hứa rằng Kanade sẽ tham gia SSS để cả hai sẽ không bao giờ rời xa nhau. Từ giây phút ấy, họ bắt đầu gọi nhau bằng tên thật. Đêm đó, Yuri xuất hiện cùng nhiều vết thương sau khi vắng mặt suốt buổi nấu ăn. Cô nói rằng cô bị tấn công bởi "Thiên sứ" và các thành viên SSS nhìn thấy một Kanade khác với đôi mắt đỏ rực đang đứng nhìn họ từ mái sân trường. |                             |                                                |                         |
| 08 | "Dancer in the Dark"        | Miyashita Yūji                                 | 22 tháng 5 năm 2010     |
| SSS cố gắng bảo vệ bản thân và chống trả lại trước những đòn tấn công của Kanade mắt đỏ. Kanade thật bị đâm một nhát khi cô đỡ đòn cho họ. SSS khám phá ra rằng Kanade đã kích hoạt chương trình "harmonics" để tạo ra một bản sao của cô lúc đang chiến đấu với con cá khổng lồ kia nhưng nhân bản sau đó đã không biến mất. Trong khi Yuri mày mò máy tính của Kanade để tìm ra cách hóa giải các nhân bản của Kanade thì những thành viên khác giả vờ chú tâm đến chuyện học hành, nhưng thực chất lại làm những việc riêng tiêu khiển khác. Yuri hoàn tất việc viết lại "harmonics" và lần kế tiếp khi Kanade sử dụng nó, các nhân bản sẽ nhập trở lại thành một sau 10 giây. Sau khi Kanade bị một nhân bản bắt cóc và đưa xuống vị trí từng bị phá hủy trước đây của Guild, SSS đuổi theo và quyết tâm giải cứu cô. Từng thành viên của SSS lần lượt ngã xuống khi họ gặp phải nhiều Thiên sứ mắt đỏ khác trên đường đi và chỉ còn sót lại Yuri cùng Otonashi. Ở tầng trung tâm, Yuri chiến đấu đánh lạc hướng một nhân bản trong khi Otonashi đi giải cứu Kanade. Sau khi cô kích hoạt "harmonics" một lần nữa, một nhân bản nói với Otonashi rằng tất cả những bản sao tấn công SSS đều có ý thức riêng và chuyện gì sẽ xảy ra nếu tất cả nhân bản đó cùng một lúc hợp thể với Kanade. Khi chương trình "absorb" được kích hoạt, toàn bộ nhân bản Thiên sứ cùng nhập về bản gốc khiến Kanade vô cùng đau đớn và Otonashi ôm lấy cô. |                             |                                                |                         |
| 09 | "In Your Memory"            | Sekiguchi Kanami                               | 29 tháng 5 năm 2010     |
| Otonashi dành cả ngày ở bên cạnh Kanade trong lúc cô hôn mê do bị quá nhiều nhân bản hung bạo sáp nhập vào cùng một lúc. SSS quyết định viết lại một số chương trình của cô như một giải pháp tạm thời và chờ đợi xem điều gì sẽ xảy ra sau khi cô tỉnh dậy. Trong giấc ngủ, Otonashi nhớ lại diễn biến cái chết của anh. Sau vụ tai nạn xe lửa, anh và những người khác bị mắc kẹt trong một đường hầm với nguồn lương thực và nước uống khan hiếm dần. Otonashi đã cứu chữa cho những người bị thương với sự trợ giúp của một thanh niên tên là Igarashi. Một tuần trôi qua, Otonashi cảm thấy cuộc sống của anh không còn kéo dài được bao lâu nên đã ghi trên thẻ ID bảo hiểm của mình là sẽ hiến tạng khi anh chết, kèm theo một lời khuyên là những người khác cũng nên làm như vậy. Anh chết chỉ ít phút trước khi nhìn thấy những nhân viên cứu hộ phá vỡ đường hầm. Sau khi Kanade tỉnh giấc, cô nhận xét rằng có một phép lạ đã giúp cô chiến đấu chống lại những tính cách hung ác vừa nhập vào. Otonashi nhận ra lý do tồn tại của Kanade là để giúp mọi người ở đây vứt bỏ uất hận và sống một cuộc sống thanh thản, thực hiện các nguyện vọng mà họ chưa làm được ở dương gian. Anh quyết định phối hợp với cô giúp mọi người siêu thoát, nhưng trước tiên anh cần phải tìm hiểu quá khứ của họ. Cuối cùng, Otonashi đề nghị Kanade một lần nữa đối nghịch với SSS. Khi đó, Thiên sứ sẽ trở lại làm Hội trưởng Hội học sinh và Naoi lại trở về chức Phó Hội trưởng như cũ. Các thành viên khác nghĩ rằng Kanade trở nên như vậy là do cô đã bị một nhân bản khuất phục và quên đi những kỷ niệm với họ trước đó. Tuy nhiên, điều này đã trở thành một hiệp ước bí mật giữa Otonashi và Kanade. |                             |                                                |                         |
| 10 | "Goodbye Days"              | Ishii Yuriko, Kawazura Kōsuke, Suzuki Misaki   | 5 tháng 6 năm 2010      |
| Otonashi nói với Kanade rằng người đầu tiên họ nên giúp đỡ là Yui vì anh từng nghĩ rằng Yui gần như đã thỏa nguyện lắm rồi. Cho tới khi anh khám phá ra rằng cô còn rất nhiều điều muốn làm. Ngày còn sống, Yui bị tai nạn và liệt toàn thân nên cô không thể thực hiện được điều mình muốn. Otonashi đã giúp Yui rèn luyện để cô có thể thực hiện một số ước nguyện như biểu diễn thành công German suplex sau vài lần thử và một cú rê bóng đi qua năm người rồi sút bật cầu môn (còn gọi là "Bàn thắng thế kỷ") với sự trợ giúp của Kanade. Otonashi sau đó tiếp tục giúp đỡ cô thực hiện một cú vụt bóng ăn điểm trực tiếp (home run) nhưng vẫn không thể làm được sau vài ngày cố gắng. Ước mơ cuối cùng của Yui là được kết hôn. Hinata tình cờ nghe lỏm được câu chuyện nên quyết định cầu hôn cô. Mặc dù Yui không phủ nhận những khuyết điểm và bệnh tật của cô khi còn sống nhưng Hinata vẫn hứa rằng cả hai sẽ chung sống hạnh phúc mãi mãi đến khi qua đời. Với nguyện vọng cuối cùng được đáp ứng, Yui siêu thoát ngay sau đó. Hinata ủng hộ và đồng ý giúp Otonashi trong việc đem lại niềm vui cho bạn bè và giúp họ ra đi thanh thản. Tại hành lang trường học, Ōyama bị một sinh vật bí ẩn tấn công và Noda được phái đến kịp thời để diệt trừ nó. Yuri nghe Yusa trình bày lại sự việc và cô quyết định gọi nó là "bóng đen". |                             |                                                |                         |
| 11 | "Change the World"          | Heo Gi Dong, Kawazura Kōsuke, Gi Nam Kim       | 12 tháng 6 năm 2010     |
| Trong lúc Naoi đang tranh luận cùng Hinata về việc ai sẽ giúp đỡ Otonashi, Naoi đột nhiên bị một cái bóng tấn công và suýt chút nữa bị nó ăn mất linh hồn nếu Otonashi và Hinata không tiêu diệt nó kịp thời. Yuri gọi Kanade đến tham gia một cuộc họp để xác nhận xem Thiên sứ có liên quan đến sự xuất hiện của những cái bóng hay không. Buổi nói chuyện bị tạm dừng vì một nhóm bóng đen khác lại tấn công Noda, TK và Shiina. Yuri và những người khác lao vào tham chiến và tất cả mọi người đều an toàn sau đó, tuy nhiên cô nhìn thấy một NPC bị chuyển hóa thành cái bóng khi trận chiến đang xảy ra. Fujimaki xuất hiện và thông báo rằng Takamatsu đã mất tích, Ōyama bất lực nhìn thấy anh bị một bóng đen nuốt chửng và hút xuống mặt đất. Takamatsu được tìm thấy sau đó nhưng anh đã bị ăn mất linh hồn và trở thành một NPC. Yuri tổ chức một cuộc họp khẩn cấp với các thành viên SSS và cô có vẻ đã biết toàn bộ kế hoạch của Otonashi giúp mọi người siêu thoát. Cô liền yêu cầu anh phát biểu ý tưởng của mình và mong mọi người suy nghĩ kĩ về điều này vì sợ rằng họ có thể bị bóng đen ăn mất linh hồn. Sau đó Yuri tiết lộ cho Otonashi, Hinata và Naoi biết rằng Kanade cũng là người bình thường, trước khi cô ra đi khám phá nguồn gốc các bóng đen một mình. Yuri suy đoán rằng một ai đó đã biến NPC thành bóng đen và cô canh gác các máy tính ở thư viện vì cho rằng chỉ có chúng mới giúp kẻ đó thực hiện được kế hoạch này. Cô tìm thấy một người đàn ông đang lắp đặt các máy tính mới vì có ai đó đã đánh cắp chúng với một số lượng lớn hằng đêm. Sau khi tạm biệt người đàn ông, Yuri tiếp tục tìm cách mà tên trộm vận chuyển số máy tính đã đánh cắp đi nơi khác và cô tình cờ nhìn thấy một lối đi bí mật dẫn thẳng xuống Guild. |                             |                                                |                         |
| 12 | "Knockin' on heaven's door" | Hirata Katsuzō, Kuragawa Eiyō                  | 19 tháng 6 năm 2010     |
| Sau khi ban nhạc Girls Monster Dead và nhiều thành viên SSS quyết định siêu thoát, Otonashi cùng những người khác tiếp tục chiến đấu chống lại những bóng đen đang tăng dần về số lượng. Lúc này, Yuri đang lần mò vào sâu trong Guild và bắt gặp một lượng lớn bóng đen khác. Khi bị khống chế và sắp sửa biến thành NPC, cô đã chiến thắng nội tâm của mình và nhận được sự giúp đỡ từ Otonashi, Kanade, Hinata và Naoi. Họ đã cứu cô trở lại bình thường. Nhờ Otonashi và những người khác đánh lạc hướng bọn bóng đen, Yuri có thể xâm nhập vào căn cứ chính, nơi chứa toàn bộ các máy tính bị đánh cắp và cô nghe một thanh niên lạ mặt nói về phần mềm Angel Player, thứ có thể tái tạo thế giới này. Người thành niên đó còn giải thích nhiều điều khác, về người tạo ra Angel Player, lý do kích hoạt chương trình và thậm chí chính Yuri cũng có thể trở thành Thượng đế của thế giới này nếu sử dụng nó. Tuy nhiên, do cô muốn bảo vệ bạn bè mình nên phá hủy toàn bộ máy tính. Khi chỉ còn lại một mình với đống máy móc đổ nát, Yuri mơ thấy mình được tha thứ bởi 3 người em ruột của cô và cô òa lên khóc nức nở. Yuri sau đó tỉnh dậy trong một căn phòng và nhìn thấy Otonashi, Kanade, Hinata và Naoi. |                             |                                                |                         |
| 13 | "Graduation"                | Kawazura Kōsuke, Miyashita Yūji, Suzuki Misaki | 26 tháng 6 năm 2010     |
| Ba ngày sau, chỉ còn Otonashi, Yuri, Kanade, Hinata và Naoi ở lại thế giới này, những người còn lại đều đã siêu thoát. Theo ý tưởng của Kanade, họ cùng nhau tổ chức một buổi lễ tốt nghiệp như là lời chia tay và cảm ơn sự giúp đỡ dành cho nhau suốt thời gian qua. Khi buổi lễ kết thúc, Naoi là người siêu thoát đầu tiên. Yuri nói lời chia tay thân mật với Kanade và tạm biệt thế giới này, theo sau đó đến lượt Hinata cũng từ giã. Otonashi và Kanade cùng ra ngoài hóng mát, Otonashi cho rằng cả hai có thể ở lại đây cùng nhau để giúp đỡ những người chuẩn bị đến được siêu thoát như họ từng làm và anh cũng thú nhận tình cảm với Kanade. Kanade trả lời do dự rằng cô đến thế giới này chỉ để cảm ơn Otonashi, vì trái tim mà anh hiến tặng đã cứu sống cô một thời gian. Kanade cảm ơn anh và biến mất trong vòng tay anh, để lại Otonashi một mình trong đau khổ. Trong một lời bạt có bối cảnh ở dương gian, một cô gái giống Kanade đang ngâm nga bài hát "My Song" vừa lúc một thanh niên giống Otonashi đi ngang qua và nhận ra giai điệu bài hát. Khi cô gái quay lưng bỏ đi, người thanh niên đó đuổi theo và đặt tay lên vai cô ấy. Trong phần lời bạt của bộ BD/DVD, "Another Epilogue", Otonashi vẫn còn ở lại thế giới bên kia và trở thành Hội trưởng mới của những học sinh mới nhập học, tiếp tục giúp đỡ các học sinh siêu thoát. |                             |                                                |                         |
| OVA 1 | "Stairway to Heaven"        | Kawazura Kōsuke, Miyashita Yūji, Suzuki Misaki | 22 tháng 12 năm 2010    |
| Nằm giữa tập 4 và tập 5, Yuri phát động chiến dịch 'Operation High Tension Syndrome', ra lệnh cho các thành viên hành xử điên loạn hết mức có thể, như vậy, họ tuy ra vẻ thỏa mãn nhưng vẫn không biến mất. Yuri hy vọng rằng điều này sẽ khiến Thiên sứ tự hỏi điều gì đang xảy ra và dẫn họ đến gặp Thượng đế, cô đe dọa sẽ bỏ đói các thành viên trong một tuần nếu họ thất bại. SSS hành động bằng cách trở nên nhiệt tình thái quá trong lớp, ăn thật nhiều món và đạt đến đỉnh điểm khi tụ tập mở đại hội thể thao ngoài sân trường. Tuy nhiên, khi Thiên sứ vừa đến kiểm tra, tất cả mọi người đều đã kiệt sức, ngoại trừ Shiina đã công khai bày tỏ cảm xúc về những con thú bông dễ thương của cô với Thiên sứ. Sau đó SSS bí mật theo Thiên sứ xuống một căn cứ ngầm vì cho rằng sẽ tìm thấy Thượng đế ở đó, nhưng thay vào đó họ chỉ nhìn thấy một nhà kính dưới đất thuộc về câu lạc bộ làm vườn đã giải tán, nơi mà Thiên sứ quyết định kiểm tra sau khi nghe ý kiến "dễ thương" của Shiina. Bực mình với kết quả thu được, Yuri đã bỏ đói lực lượng của cô suốt một tuần. |                             |                                                |                         |
| OVA 2 | "Hell's Kitchen"            | Yūji Miyashita                                 | 24 tháng 6 năm 2015     |
| Lấy bối cảnh giữa tập thứ 2 và 3 diễn ra trong Tuần lễ Vàng, Yuri sắp xếp để đoàn SSS có một chuyến đi dã ngoại chết chóc, khi hầu hết các thành viên cố giết lẫn nhau bằng nhiều loại vũ khí và cạm bẫy. Nhìn thấy cơ hội tới, các thành viên của Girls Dead Monster là Irie và Sekine bày mưu sát hại Iwasawa và giành quyền kiểm soát băng của cô. Trong bối cảnh các cậu thanh niên đa số thành nạn nhân của những cạm bẫy và để lại Otonashi còn sống, Irie và Sekine cố dẫn dụ Iwasawa vào nhiều cái bẫy, nhưng kì diệu là cô vẫn sống sót vượt qua từng cái một dù hoàn toàn bị quên lãng. Với sự giúp đỡ của Shiina, họ cố sử dụng chiếc bẫy cuối cùng – một cái bẫy làm từ gan sống, nhưng Hisako lại là người bị dính bẫy và biến thành một con quỷ khát máu, mạnh đến mức Thiên sứ cũng không cản nổi. Về sau, Irie và Sekine giải thích về những chuyện xảy ra trong chuyến dã ngoại cho Yui nghe và nói về cảm hứng để họ đặt tên nhóm là Girls Dead Monster như hiện tại. |                             |                                                |                         |